# 五角帳塔
在幾何學中，五角帳塔又稱五邊平頂塔是指底面為五邊形的帳塔，另外一個底面為十邊形。

## 正五角帳塔
考慮一個底面為正五邊形的正五角帳塔，當另一個底面為正十邊形且每個側面皆為正多邊形時則為92種詹森多面體（J5）之一，又稱五邊平頂塔，可由半正多面體中的小斜方截半二十面體切去中間部份得來。這92種詹森多面體最早在1966年由諾曼·詹森命名並給予描述。

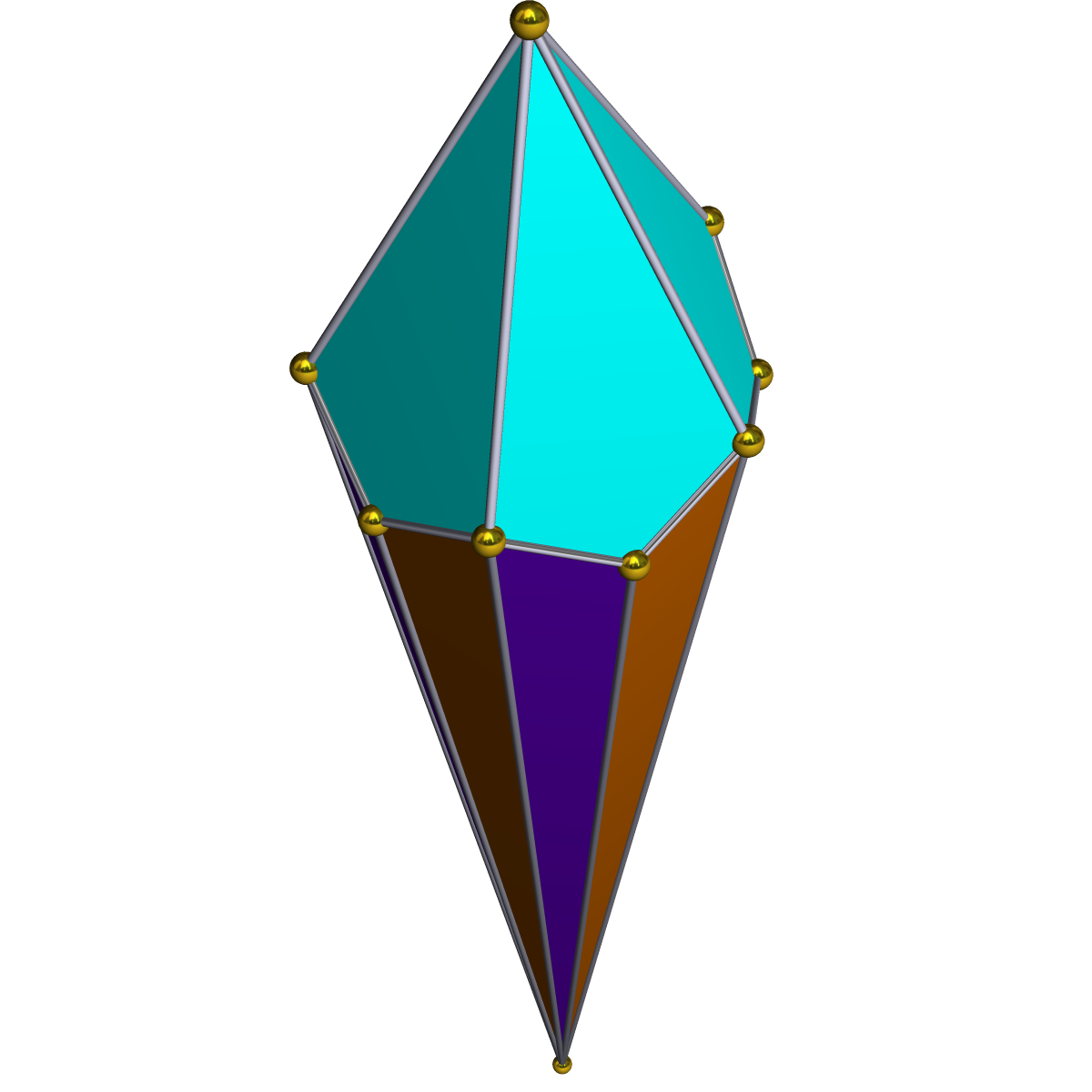
五角半偏方面體錐